# Малко Шарково
Малко Шарково е село в Югоизточна България. То се намира в община Болярово, област Ямбол.

## География
Малко Шарково се намира на 24 км от гр.Елхово, на 6 км от Общинския център Болярово и на 15 от държавната граница м/у България и Турция.

## История
Старото име на селото е Кючук боялък. През 1801 година, когато Тракия е тежко засегната от кърджалийството, част от жителите на селото се изселват в южна Украйна, където основават село Малък Буялък. Днес голяма част от жителите на селото са потомци на български бежанци и преселници от Одринска и Беломорска Тракия.

## Културни и природни забележителности
Язовир „Малко Шарково“ е сред най-големите язовири в България. Намира се на 2 км от селото. Язовирът често е посещаван от летовници и рибари.